# Volby do zastupitelstev obcí v Česku 2026
Volby do zastupitelstev obcí se v Česku mají uskutečnit na podzim roku 2026 společně s volbami do třetiny Senátu. Na základě novely Ústavy České republiky, účinné od 1. ledna 2026, se volby mají konat první celý říjnový týden, podle volebního zákona v pátek a sobotu, tedy 9. a 10. října 2026.
Podle zákona o volbách do zastupitelstev obcí je voleno i Zastupitelstvo hlavního města Prahy, které má kompetence kraje, proběhnou tedy i volby do Zastupitelstva hlavního města Prahy.
Volební systém je při volbách do obecních zastupitelstev nejsložitějším volebním mechanismem v Česku. Počet volených zastupitelů závisí na počtu obyvatel dané obce:
- obec do 500 obyvatel: 5 až 15 zastupitelů
- 501 – 3 000 obyvatel: 7 až 15 zastupitelů
- 3 001 – 10 000 obyvatel: 11 až 25 zastupitelů
- 10 001 – 50 000 obyvatel: 15 až 35 zastupitelů
- 50 001 – 150 000 obyvatel: 25 až 45 zastupitelů
- nad 150 000 obyvatel: 35 až 55 zastupitelů
- hlavní město Praha: 55 až 70 zastupitelů

Pro obecní volby platí nová pravidla související se stanovením pevného termínu voleb do Senátu a do zastupitelstev územních samosprávných celků tak, aby se volby do zastupitelstev krajů a do zastupitelstev obcí konaly vždy v prvním celém týdnu měsíce října roku, v němž volební období uplyne a tedy společně s volbami do Senátu Parlamentu České republiky.